# Chelipoda sichuanensis
Chelipoda sichuanensis är en tvåvingeart som beskrevs av Yang 1993. Chelipoda sichuanensis ingår i släktet Chelipoda och familjen dansflugor.
Artens utbredningsområde är Sichuan (Kina). Inga underarter finns listade i Catalogue of Life.